# 캡슐레이션 효소
틀:분류

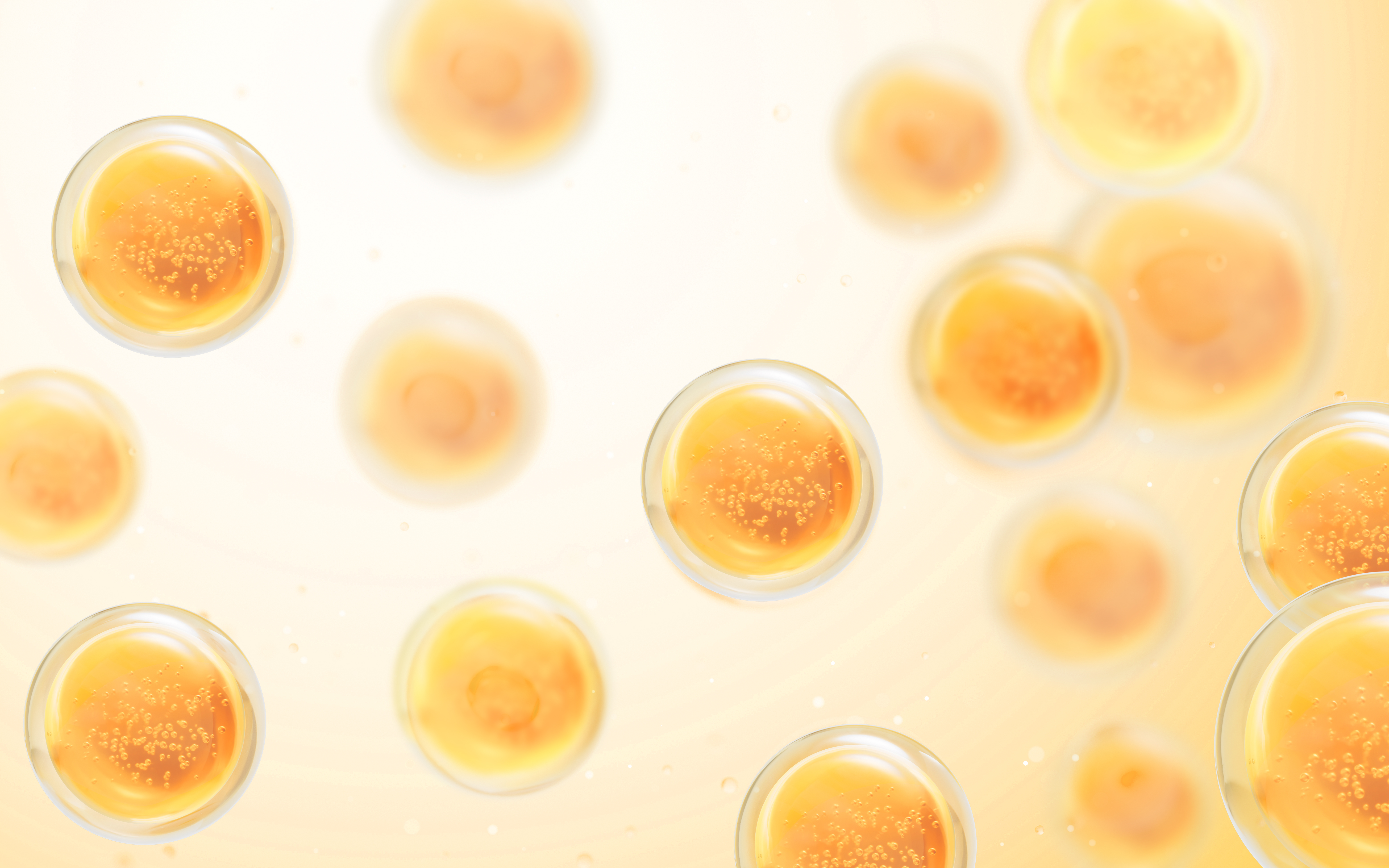
캡슐레이션 공법을 적용한 효소

캡슐레이션 효소는 캡슐레이션 특허 공법을 적용하여 제조된 특수 효소 제형으로, 섭취 후 위산으로부터 효소를 보호해 위에서 파괴되지 않고 소장이나 대장까지 살아남아 활성 작용을 유도하는 것이 특징이다.

## 개요
기존의 일반적인 효소 제품은 위에서 분비되는 강한 위산에 의해 활성도가 급격히 감소하거나 비활성화되어 쉽게 파괴되는 경우가 많았다. 이를 개선하기 위해 개발된 캡슐레이션 효소는 , 효소 입자 외부에 미세한 보호막을 형성해 위에서 위산에 의해 분해 및 파괴되지 않고 장까지 도달할 수 있도록 설계되어 음식물의 소화를 보다 효과적으로 돕는다.
이러한 기술은 주로 소화효소에 적용되며, 특정한 pH 환경(주로 중성에서 약염기성)에서 장내 활성화를 유도하도록 개발된다.

## 적용 기술
• 캡슐레이션 공법은 고분자 물질을 활용하여 효소 분자의 외부에 물리적·화학적 코팅을 형성하는 기술이다.
• 이 코팅막은 위산 환경(pH 1~2)에서는 안정성을 유지하면서, 장의 환경(pH 6 이상)에서는 효소를 방출하도록 설계된다.
• 캡슐화에 사용되는 물질로는 알긴산나트륨, 키토산 등의 천연 고분자 물질이 있으며, pH에 따라 용해되는 성질을 활용하여 장에서 캡슐이 풀리도록 설계된다. 이 기술은 화장품, 제약, 기능성 식품 등 다양한 분야에서 활용되고 있다.

## 관련 연구 및 활용
캡슐레이션 기술은 제약, 비타민, 효소제 등에서 위산 저항성과 장 전달력을 높이기 위해 사용되며, 일부 제품이나 논문에서는 이러한 효소가 일반 효소 대비 장내 활성 지속 시간이 증가한다는 결과가 보고되기도 한다.

## 의의
캡슐레이션 효소는 기존 효소 제품의 한계였던 흡수 지점 이전의 조기 분해·비활성화 문제를 보완했다는 점에서 기능성 건강식품 및 웰니스 시장에서의 활용 가능성이 크며, 장내 환경 중심의 효소 기능성 관리 시대를 여는 핵심 기술로 주목받고 있다.